# Jakub Żebrowski
Jakub Żebrowski herbu Jasieńczyk (XVII wiek) – polski tłumacz Metamorfoz Owidiusza (Kraków, 1636).

## Życiorys
Związany był z rodem Zamoyskich. Utrzymywał z pewnością kontakty z Tomaszem Zamoyskim, kanclerzem wielkim koronnym, synem Jana Zamoyskiego. Żył i tworzył w I połowie wieku XVII, nieznane są daty jego narodzin i śmierci.

## Przekłady
- Owidiusz Metamorphoseon, to jest Przeobrażenia ksiąg piętnaście, Kraków 1636, drukarnia F. Cezary; wyd. następne (pod red. L. Borowskiego): Wilno 1821, (przekład dedykowany Tomaszowi Zamoyskiemu).

Inny staropolski przekład dzieła Owidiusza to Przemiany Waleriana Otwinowskiego.

## Literatura
- http://www.vehi.net/brokgauz/index.html Słownik encyklopedyczny Brockhausa i Efrona] (ros.)
- Marek Kunicki-Goldfinger, Krystyna Siekierska, Słownik języka polskiego XVII i 1. połowy XVIII wieku. xvii-wiek.ijp-pan.krakow.pl. [zarchiwizowane z tego adresu (2009-05-28)].
- Maria Wichowa, "Przeobrażenia" Jakuba Żebrowskiego i "Przemiany" Waleriana Otwinowskiego. Dwa staropolskie przekłady "Metamorfoz" Owidiusza, 1990, Łódź
- Bibliografia Literatury Polskiej – Nowy Korbut, t. 3 Piśmiennictwo Staropolskie, Państwowy Instytut Wydawniczy, Warszawa 1965, s. 457-458